# T for Texas
T for Texas ou Blue Yodel No. 1 est une chanson de Jimmie Rodgers qui fait partie des Blue Yodel. Elle a été enregistrée le 30 novembre 1927 à la Trinity Baptist Church de Camden, New Jersey. Elle a été publiée en février 1928 par RCA Victor et est devenue « un phénomène national et a généré une frénésie d'achat de disque que personne n'aurait pu prévoir ». La chanson a été reprise de nombreuses fois depuis.
La chanson dans sa version originale reçoit le Grammy Hall of Fame Award en 1985 avant d'être inscrite en 2004 au registre national des enregistrements (National Recording Registry) de la bibliothèque du Congrès à Washington,.